# Pina colada

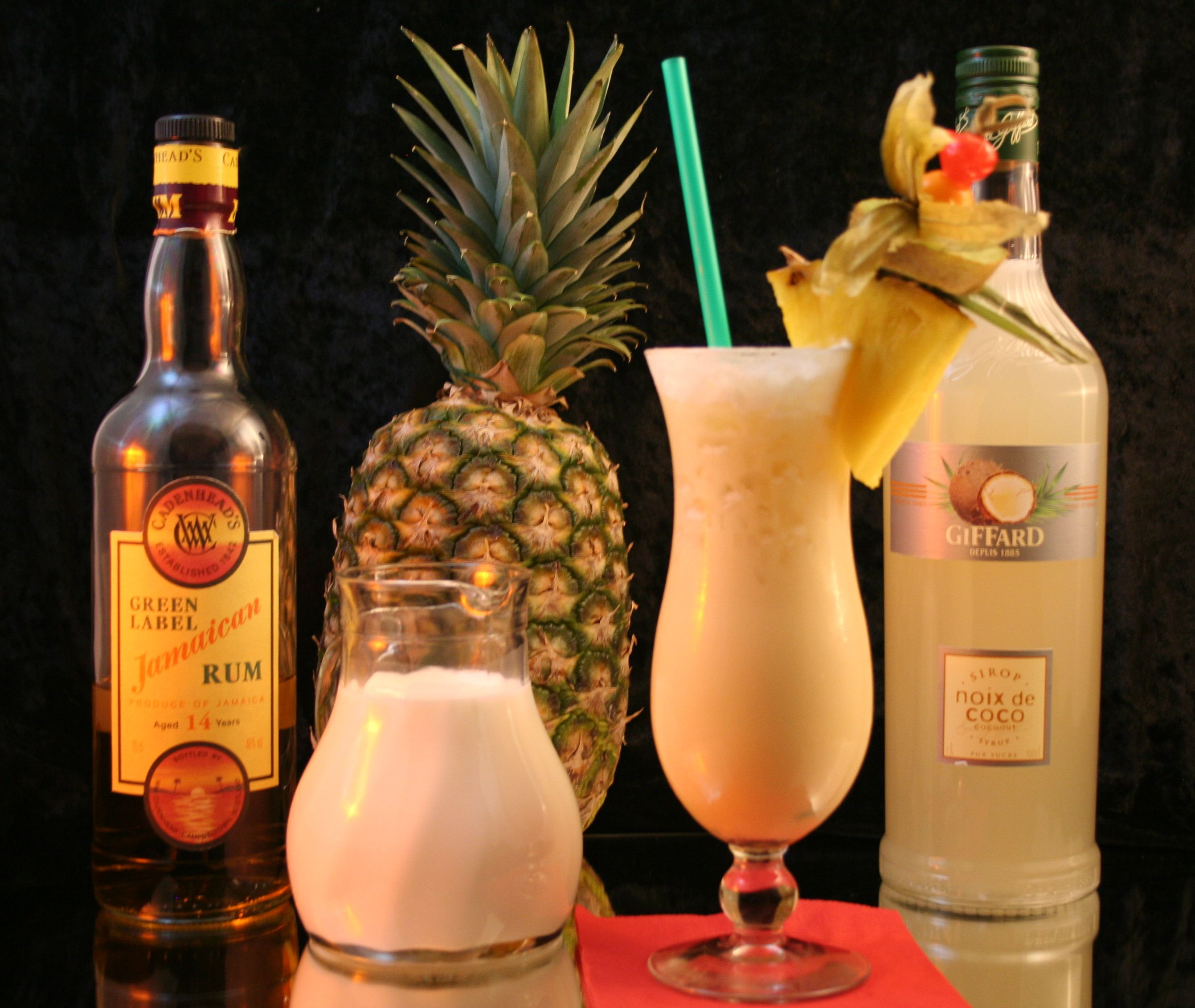
Pina colada, met haar ingrediënten

Een pina colada (Spaans: "piña", 'ananas' en "colada", 'gezeefd') is een alcoholische longdrink-cocktail op basis van witte rum, ananassap en kokosmelk of kokosroom.
Volgens overlevering werd de cocktail in 1954 bedacht door een barman in de Caribe Hilton San Juan. Het is dan ook de nationale drank van Puerto Rico.

## Varianten
- Banana Colada: 3 delen witte rum, 4 delen ananassap, een geschilde banaan en ijsblokjes.
- Staten Island Ferry: als geen kokosroom voorhanden is, wordt de rum vervangen door Malibu.
- Miami Vice: pina colada gemengd met aardbeien en extra rum, ook weer geblend.
- Chi Chi: hierin is de rum vervangen door wodka.
- Mini Colada (alcoholvrij): 6 delen koude melk, 4 delen ananasnectar, 3 delen kokosroom en ijsgruis.